# 千秋墓
千秋墓是一座高句丽时期的大型阶坛积石圹室墓，位于中国吉林省集安市麻线乡，属于洞沟古墓群麻线墓区，代号JMM1000。因墓上发现带有“千秋万岁永固”字样的铭文砖，因此得名“千秋墓”。墓主身份尚有争议，有观点认为千秋墓是高句丽第18代国王故国壤王之陵寝。
1961年，千秋墓作为洞沟古墓群的一部分被列入中国第一批全国重点文物保护单位；2004年4月，作为高句丽王城、王陵及贵族墓葬的一部分被列为世界文化遗产。

## 地理位置
千秋墓地处中国吉林省集安市麻线乡，集安市区以西约3.5千米，坐落在鸭绿江右岸台地的一座高岗上，鸭绿江支流麻线河的东岸。与远处的太王陵和长寿王陵呈一条直线分布。

## 墓葬形制
千秋墓的形制为金字塔状的阶坛积石圹室墓，阶坛数在10级左右，由黄褐色花岗岩砌筑而成，今所存东边长约67米，南边长约60.5米，西边长约62.6米，北边长约71米，残高约11米。由于自然时间损坏和人为破坏，阶坛多已坍塌或丢失。在阶坛上发现有阴刻的23*30厘米龙形图案，头、身和前爪保存完整，头朝北方，风格为北朝时期常见的形状。陵墓四周倚立有花岗岩护坟石，今存9块。墓室应为圹室，发现时已被破坏。在千秋墓西南三百余米的江边台地上发现有大石砌成的城垣，推测为千秋墓附属的祭祀建筑址。
根据现存遗迹推测千秋墓建筑时墓上敷瓦并有装饰砖，圹室为石构，圹室内有制作精细的屋形石椁。墓四周立有巨大的护坟石，四边各5块共20块。陵园内全域铺石，并环以陵墙，陵墙中开有四柱三间式陵门。

## 出土遗物
千秋墓中出土有金器、鎏金铜器和铜铁等金属器、玛瑙饰件等数件，以及大量砖瓦碎片。发现的铭文砖块有三百余件，上刻有“千秋万岁永固”和“保固乾坤相毕”的字样。还出土有刻画文字瓦，其上大多为“王”、“上”、“下”、“前”、“后”等单字，个别文字瓦上可辨识有“长安”、“美美”等字样。其中名为“赵将军”的文字瓦上残存两行九字，右行为“……浪赵将军……”，左行为“……未在永乐……”等。

## 墓主争议
根据千秋墓的墓葬形制，推测其在高句丽王陵形制的演进过程中处于由石圹墓向石室墓的中间阶段。大多数观点认为墓主为高句丽第十八代王故国壤王，千秋墓、太王陵和将军坟三座大型陵墓为故国壤王、好太王和长寿王三代相继的高句丽国王。然而由于证据不足尚不能为定论。也有观点认为墓主为高句丽第二代国王琉璃明王。

## 现代考古与保护
千秋墓1961年作为洞沟古墓群的一部分被列入中国第一批全国重点文物保护单位。2004年4月，作为高句丽王城、王陵及贵族墓葬的一部分被列为世界文化遗产。